# Melifanite
La melifanite è un minerale.